# Silver Shadow
Die Silver Shadow ist ein Kreuzfahrtschiff der Shadow-Klasse der Reederei Silversea Cruises mit Sitz in Monaco (die Schiffsklasse wurde von Silversea Cruises ursprünglich als Millennium-Klasse bezeichnet).
Das Schiff wurde bei der Werft Cantiere Navale Visentini in Donada, Italien gebaut und am 2. September 2000 abgeliefert. Seitdem fährt das Schiff unter der Flagge der Bahamas mit Heimathafen Nassau.
Ein Jahr später wurde das Schwesterschiff Silver Whisper fertiggestellt.

## Ausstattung
Den Passagieren stehen sieben der zehn Decks zur Verfügung. Die 184 Kabinen (davon zwei behindertengerecht), werden von der Reederei alle als „Suiten“ bezeichnet. Es gibt zwei Restaurants, ein Theater und einen Swimmingpool. Die Bordsprache ist Englisch.